# Chris Killen
Christopher John Killen (Wellington, 1981. október 8.) új-zélandi válogatott labdarúgó.

## Sikerei, díjai

### Klub
- Celtic
  - Skót bajnok: 2007-08

### Válogatott
- Új-Zéland
  - OFC-nemzetek kupája: 2002, 2008